# Linguistic Bibliography
Linguistic Bibliography (LB) è una pubblicazione annuale di linguistica teorica, in inglese e francese, che dal 1949 fornisce le descrizioni bibliografiche complete dei circa 20.000 nuovi titoli pubblicati ogni anno in tale ambito. La consultazione è riservata agli utenti e alle istituzioni abbonate. L'editore è Brill.

## Descrizione
Linguistic Bibliography fornisce titoli relativi a tutte le discipline della linguistica teorica, sia di carattere generale che di linguaggi specifici, provenienti da tutte le aree geografiche, ponendo l'enfasi sulla lingua protoindoeuropea, le lingue indoeuropee e le lingue non-indoeuropee.
Linguistic Bibliography e l'equivalente francese Bibliographie Linguistique , la banca dati Linguistic Bibliography Online sono pubblicate da Brill Leiden, nei Paesi Bassi, sotto gli auspici del Comitato internazionale permanente dei linguisti e dell’International Council for Philosophy and Humanistic Studies, e l'autorità del Comitato internazionale permanente di linguistica (CIPL).
Dal 2002 è attivo anche il Linguistic Bibliography Online, un indice bibliografico che contiene le descrizioni dei titoli pubblicati successivamente al 1993.

## Linguistic Bibliography Online
Il database online della bibliografia linguistica viene aggiornato 10 volte all'anno, con una media annuale di circa 20.000 nuovi record. Esso contiene oltre 360.000 record, di cui 114.000 nomi di persona, 2.400 riviste e 10.000 editori. I record sono classificati in base alla lingua e ai descrittori dei soggetti tematici. I titoli sono forniti nella rispettiva lingua originale, con traduzioni in inglese per quelli relativi agli idiomi meno conosciuti. Sono prese in considerazione esclusivamente le pubblicazioni scientifiche di linguistica teorica e quelle di linguistiche applicata soltanto se hanno implicazioni teoriche.
All'opera contribuisce una rete internazionale di specialisti, suddivisi come referenti del proprio Paese di origine, di una macrocategoria (es. "lingue semitiche") o di un determinato campo della linguistica teorica. Nel 1952 fu inserita una sezione specifica per le lingue pidgin e creola.

I testi sono pubblicati in conformità alle regole dell'International Standard Bibliographic Description (ISBD) e dell'International Federation of Library Associations (IFLA).
Sebbene fosse già da tempo classificata come una lingua vera e propria, la categoria "Lingua dei segni" fu introdotta solamente a partire dal 1998.

Fino ai primi anni 2000, l'editore curava anche una pubblicazione annuale in formato cartaceo.

## Soggetti tematici
I campi della linguistica trattati sono i seguenti:
- Opere di riferimento generali;
- Linguistica generale;
- Lingue indoeuropee;
- Lingue asiatiche e mediterranee;
- Lingue basche e antiche della Penisola Iberica;
- Lingue amito-semitiche / afro-asiatiche;
- Lingue caucasiche;
- Lingue eurasiatiche;
- Lingue dravidiche;
- Lingue del Sud-est asiatico;
- Lingue austronesiane, papuane e australiane;
- Lingue indigene delle Americhe;
- Pidgin e lingue creole (dal 1952 in poi);
- Lingue dell'Africa subsahariana;
- Lingue dei segni (dal 1988 in poi);
- Lingue pianificate.